# Gero (margrabia Marchii Wschodniej)

Marchia Wschodnia ok. 1000

Gero, Geron (zm. 20 maja 965) – margrabia Marchii Wschodniej w latach 937-965, wcześniej również aktywnie działający na rzecz niemieckiego podboju Połabia. Opanował m.in. tereny słowiańskie między Soławą a Odrą, podporządkowując je wpływom króla niemieckiego Ottona Wielkiego.

## Podboje Gerona
Wolne Połabie stało się problemem dla państwa niemieckiego w obliczu najazdów węgierskich w początkach X wieku. Wieleci i Obodryci sprzymierzali się bowiem z Węgrami dokonując skoordynowanych napaści na Saksonię. Stąd pierwszy saski król niemiecki, Henryk I Ptasznik, za jeden ze swoich priorytetów uważał poskromienie Połabia. Głównymi wykonawcami jego woli byli możnowładcy sascy, między innymi Gero. W 928 namówił on pieniędzmi syna księcia stodorańskiego, Tęgomira, do zdrady własnego plemienia. Tęgomir, udając niemieckiego zbiega, został przyjęty przez swoich rodaków i ogłoszony księciem, po czym zamordował jedynego poza nim członka dynastii i oddał swe księstwo ze stolicą w Brennie pod władzę niemiecką. Ułatwiło to znacznie zaplanowany przez króla Henryka pierwszy etap podboju Połabia. W 939 Gero zorganizował ucztę, na którą zaprosił 30 naczelników plemion łużyckich i serbskich, a następnie otruł ich. Zdrada Gerona oczywiście wywołała odzew zbrojny Słowian. Jednak po kampanii zakończonej zwycięską dla Sasów bitwą pod Łączynem zarówno Wieleci, jak i Obodryci uznali niemieckie zwierzchnictwo, zachowując jednak znaczną autonomię. Był to początek niemieckiej kolonizacji Połabia.
Kolejny akt militarny podboju Połabia nastąpił w 955 roku po wielkim i ostatecznym zwycięstwie armii cesarza Ottona I nad Węgrami nad rzeką Lech. W czasie działań wojennych (955) Gero zorganizował wsparcie Ranów dla sił niemieckich w bitwie nad Raksą (Rzeknicą). W tym celu udał się do sanktuarium Świętowita w Arkonie udając przed kapłanami porzucenie chrześcijaństwa na rzecz miejscowego kultu. Oszustwo i łatwowierność Ranów zapewniło stronie niemieckiej zwycięstwo, choć nie bez znaczenia była tu na pewno ich silna rywalizacja handlowa (handel niewolnikami i piractwo) z Obodrytami i Wolinianami oraz religijna – z redarskimi kapłanami Swarożyca z Radogoszczy. Celem dalszego skłócenia Połabian, Gero następnie w "podziękowaniu" ofiarował duże nadania ziemskie Ranom kosztem pokonanych Wieletów, co wywołało kolejne bratobójcze walki. Po kilku latach Gero wkroczył z własnymi wojskami między walczące strony, tym razem pokonując Ranów. Tym sposobem osłabił obie strony konfliktu.

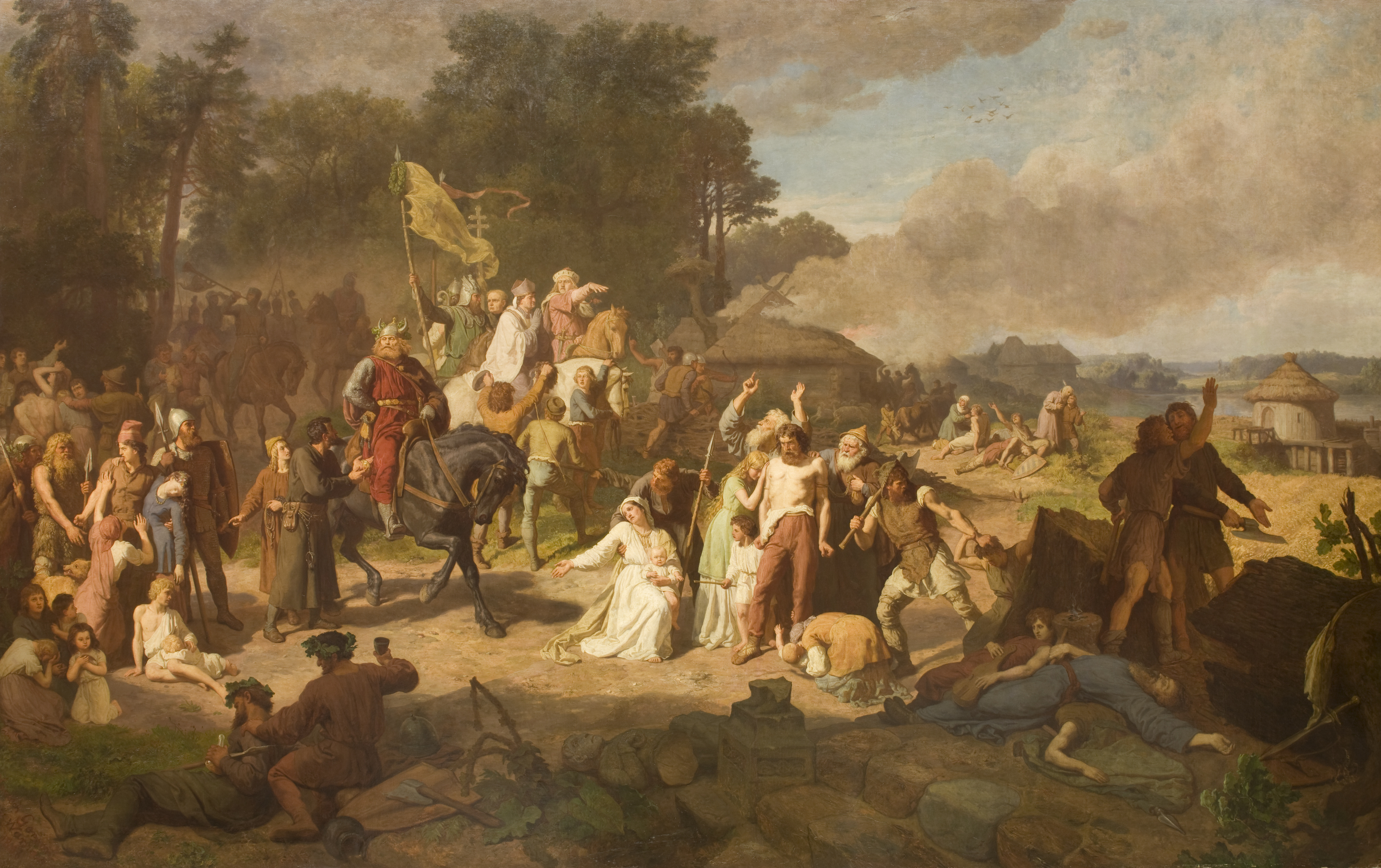
Obraz Wojciecha Gersona pt. Opłakane Apostolstwo. Późniejsi interpretatorzy obrazu identyfikowali postać germańskiego wodza w rogatym hełmie z Geronem.

W 962 Gero na krótko gościł Wichmana. Według jednej z hipotez, to on wysłał Wichmana do Wieletów, żeby namówić ich do wojny z Polanami podczas, gdy Gero uderzy na Łużyczan. W 963 roku zorganizował wyprawę na Łużyczan, poddając ich władzy cesarza, w tym samym czasie Wichman z powodzeniem atakował państwo Polan.
W trakcie tej wyprawy nastąpiło pierwsze odnotowane źródłowo zetknięcie się sił niemieckich z państwem Mieszka, efektem czego ten miał zacząć "płacić cesarzowi trybut z kraju aż po rzekę Wartę". Historycy nie są pewni interpretacji tego zapisu. Najbardziej prawdopodobna wersja to ta, że Mieszko w obliczu zagrożenia wieleckiego rzeczywiście zgodził się płacić trybut z ziemi lubuskiej, której stolica, Lubusz, leżała po zachodniej, łużyckiej, a więc podległej Geronowi stronie Odry. To był ostatni sukces Gerona. Prawdopodobnie od odniesionej w wyprawie rany zmarł w 965.

## Geron a Marchia Wschodnia
O Geronie wspomina parokrotnie Thietmar z Merseburga w swojej Kronice. Wyczytać tam możemy o konflikcie towarzyszącym nadaniu Geronowi tytułu grafa po śmierci jego poprzednika, Zygfryda, w 937 roku:
Rozłam wielki powstał w kraju, który pobudził do buntu Tammona, syna króla Henryka [I Ptasznika] i Ludgardy, z tego powodu mianowicie, że legacja po grafie merseburskim Zygfrydzie, o którą on zabiegał, została nadana margrabiemu Geronowi.
Daje to pogląd na znaczenie, jakie już wtedy miała Marchia Wschodnia. Nie da się też ukryć, że za Gerona właśnie zauważalna jest zmiana charakteru jednostki administracyjnej, którą dowodził. W przeciwieństwie do swego poprzednika, grafa Zygfryda (łac. Comes), Gero zwany jest już margrabią (łac. Marchio). Natomiast podległa mu ziemia ze zwykłej legacji (łac. legatio) staje się właśnie Marchią Wschodnią (łac. Marchia Orientalis). Z tym nowym nazewnictwem występuje Gero w kolejnej zapisce u Thietmara spod 963 roku:
Margrabia Marchii Wschodniej Gero podporządkował zwierzchnictwu cesarza Łużyczan, Słupian, a także Mieszka wraz z jego poddanymi.
Wynika z tego, że Gero w tamtym czasie mógł być nadzwyczaj ważną osobą o dużych wpływach: miał pierwszeństwo przed królewskim bratem, zyskał nowy tytuł z ziemią (mogło to być efektem pozyskiwania sojuszników; Otton I objął tron dopiero w 936 roku). Co znamienne, po jego śmierci Marchia została podzielona (być może cesarz chciał ją osłabić już wcześniej, lecz dopiero po śmierci Gerona właśnie odważył się na taki krok). O znaczeniu Gerona świadczyć może ostatnia poświęcona mu zapiska Thietmara:
Gero, ojczyzny obrońca, ciężko doświadczony śmiercią jedynego syna, sławnego Zygfryda, podążył do Rzymu i tu ten wysłużony w boju starzec złożył swą broń zwycięską przed ołtarzem pierwszego z apostołów, św. Piotra. Otrzymawszy następnie od władcy apostolskiego [tj. papieża] ramię świętego Cyriaka [jeden z tzw. 14 wspomożycieli], oddał się w służbę Bogu wraz z całym majątkiem. Po powrocie do kraju wybudował klasztor w gaju noszącym nazwę od jego imienia [tj. Gernrode w Harzu, k. Kwedlinburga] i ustanowił jego ksienią wdowę po swoim synu, Jadwigę, która poprzednio przywdziała welon zakonny, a teraz otrzymała sakrę od biskupa [halbersztadzkiego] Bernarda. Gdy tak wszystkich zaopatrzył, wyprzedził ich szczęśliwą śmiercią 20 maja [965].